# 普萊森特瓦利鎮區 (密蘇里州賴特縣)
普萊森特瓦利鎮區（英語：Pleasant Valley Township）是位於美國密蘇里州賴特縣的一個行政鎮區。

## 地方資料
普萊森特瓦利鎮區的面積為141.13平方千米，當中陸地面積為140.96平方千米，而水域面積為0.17平方千米。根據2020年美國人口普查的數據，當地共有人口2865人，而人口密度為每平方千米20.3人。